# Allocasuarina inophloia
Allocasuarina inophloia ist eine Pflanzenart aus der Gattung Allocasuarina in der Familie Kasuarinengewächse (Casuarinaceae). Sie ist im östlichen Australien heimisch und wird dort Stringybark She-oak oder Woolly Oak genannt. Sie lässt sich durch ihre zerfaserte Stammborke leicht von allen anderen Allocasuarina-Arten unterscheiden.

## Beschreibung

### Vegetative Merkmale

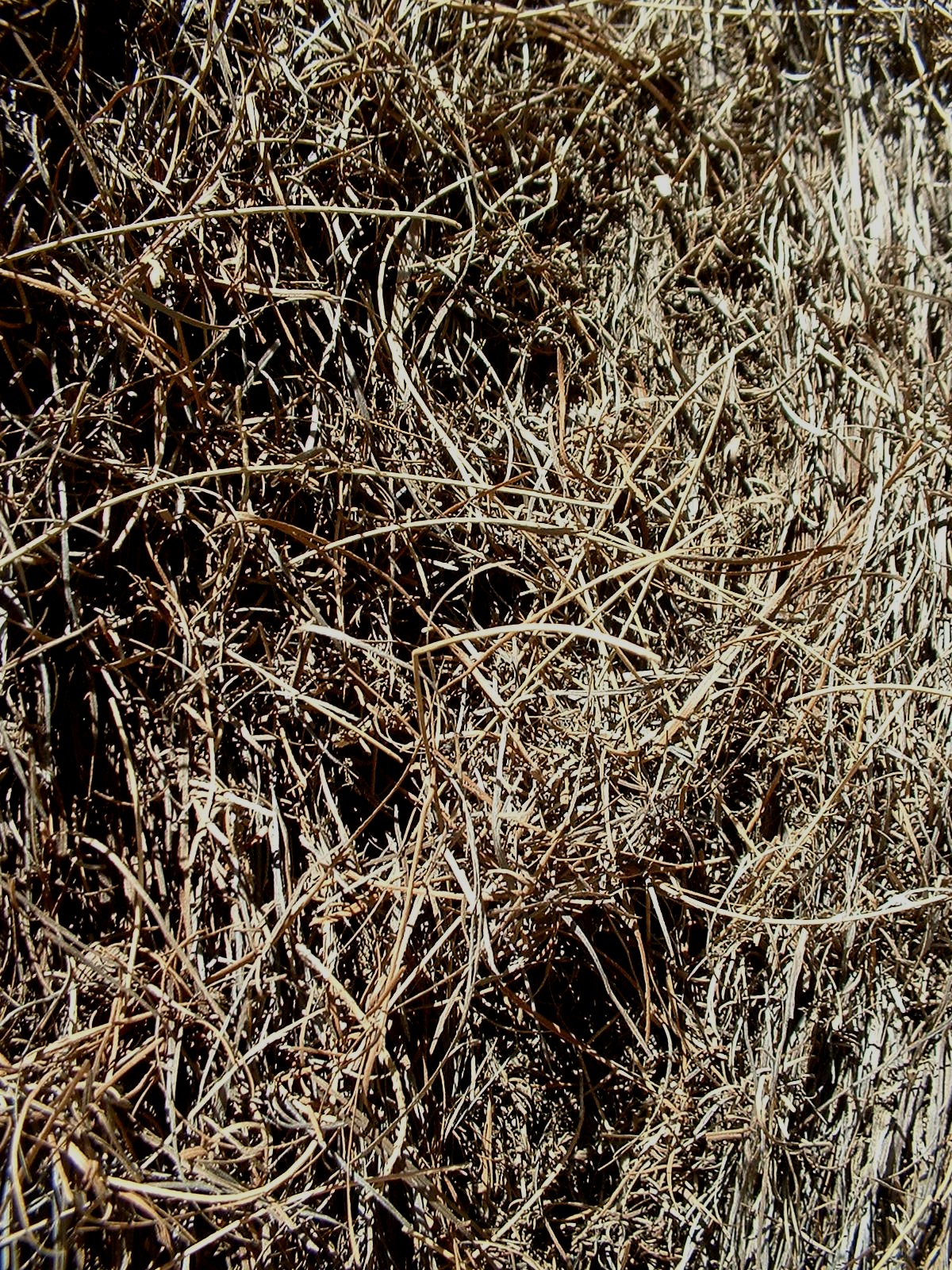
Die fein längsfaserige Borke

Allocasuarina inophloia wächst als kleiner immergrüner Baum, der Wuchshöhen von 3 bis 10 Metern erreichen kann. Die ausgebreitete Baumkrone ist offen. Die Borke ist im unteren Stammbereich fein länglich zerfasert.
Die hängenden oder geraden Zweige werden bis zu 21 Zentimeter lang und bestehen aus glatten Segmenten, welche 4 bis 7 Millimeter lang und 0,5 bis 0,6 Millimeter dick sind. Die Zweige übernehmen die Funktion der Blätter und werden auch als Phyllokladium bezeichnet. Man findet auf jedem Segment der Äste sieben bis neun reduzierte, zahnartig bis leicht abgerundet geformte Blätter die 0,3 bis 0,5 Millimeter lang sind. Diese Blätter sind in Wirteln angeordnet und überlappen sich nicht.

### Generative Merkmale
Die Blütezeit liegt im Winter. Allocasuarina inophloia ist zweihäusig getrenntgeschlechtig (diözisch). Die 2 bis 4 Zentimeter langen ährigen, männlichen Blütenstände stehen an einem 0,3 bis 0,8 Zentimeter langen Blütenstandsschaft und weisen 7 bis 14 Blütenwirtel pro Zentimeter auf. Die Staubblätter sind 0,5 bis 0,8 Millimeter lang. Die weiblichen Blüten sind rot. Die zapfenartigen Blütenstände, die an einem 0,3 bis 0,8 Zentimeter langen Blütenstandsschaft stehen können, sind bei einer Länge von 1 bis 2 Zentimetern und einem Durchmesser von 0,9 bis 1,2 Zentimetern zylindrisch geformt; ihre Oberfläche ist dicht behaart. Als Diasporen werden dunkelbraun gefärbte Flügelnüsse gebildet, die 0,5 bis 0,6 Zentimeter lang sind.

### Chromosomenzahl
Die Chromosomenzahl beträgt 2n = 24.

## Vorkommen
Das natürliche Verbreitungsgebiet von Allocasuarina inophloia liegt im östlichen Australien. Dort erstreckt sich das Verbreitungsgebiet von der Herberton im nördlichen Queensland südwärts bis nach Warialda im nordöstlichen New South Wales.
Allocasuarina inophloia wächst in Wäldern sowie im Buschland, auf Böden, welche sich auf eisenhaltigen Sedimenten, Laterit oder Sandstein gebildet haben. Allocasuarina inophloia wächst häufig vergesellschaftet mit Eukalypten (Eucalyptus spec.) und Grasbäumen (Xanthorrhea spec.). Im Buschland tritt Allocasuarina inophloia neben verschiedenen Grasbaum-Arten auch vergesellschaftet mit Allocasuarina brachystachya, Acacia williamsiana, Calytrix tetragona, Leucopogon neo-anglicus, Eucalyptus caleyi sowie Micromyrtus grandis auf.

## Taxonomie
Die Erstbeschreibung als Casuarina inophloia erfolgte 1882 durch Ferdinand von Mueller und Frederick Manson Bailey in Chemist and Druggist, Band 4, Seite 92. Die Neukombination zu Allocasuarina inophloia (F.Muell. & F.M.Bailey) L.A.S.Johnson wurde 1982 durch Lawrence Alexander Sidney Johnson in Journal of the Adelaide Botanic Gardens, Band 6, Nummer 1, Seite 76 veröffentlicht.